# Катухов, Сергей Сергеевич
Сергей Сергеевич Катухов — советский хозяйственный, государственный и политический деятель, генерал-лейтенант авиации.

## Биография
Родился в 1922 году в деревне Грязново. Член КПСС с 1943 года.
В мае 1941 года — поступил в Аэроклуб ДОСААФ им. М.А.Водопьянова и в этот же год направлен в Военно-Морское авиационное училище г.Ейск. В марте 1943 г. окончил  Ейское  училище и убыл на Ленинградский фронт. Проходил службу в  3-й авиаэскадрильи 4-го гвардейского истребительного авиаполка, совершил 136 боевых вылетов, в 30 воздушных боях сбил 3 самолёта лично и 3 — в группе. С мая 1943 года по май 1945 года принимал участие в обороне Ленинграда и освобождении городов Нарвы,Таллина,Клайпеды,Риги,Кенигсберга. Награжден 4-мя орденами боевого  Красного Знамени , орденом Красной Звезды,орденом Отечественной войны  1 степени,медалями за оборону Ленинграда, за взятие Кенигсберга, за победу над Германией и медалями за боевые заслуги и безупречную службу. Был ранен.После выздоровления был командирован в г.Моздок на курсы командиров звеньев и политработников. После учебы вернулся в 4 гвардейский авиационный полк ВВС КБФ. В 1953г. поступил на командный факультет Военно-Воздушной Академии им.Ю.А. Гагарина.В 1956 г. после окончания Академии служил на Дальнем Востоке в должности заместителя командира по летной подготовке.В 1958г. получил военную квалификацию летчика первого класса и был назначен на должность командира части в Чугуевку. В 1962г. получил назначение начальника боевой подготовки авиации. В 1965г. заместитель командующего ПВО по авиации г.Хабаровск. В 1969г. командир Московского округа ПВО. В 1970г. получил звание генерал-майор авиации. В 1974г. звание генерал-лейтенант авиации. С 1976 по 1980 гг. служил в войсках Варшавского договора в должности помощника представителя Главнокомандующего государств участниц Варшавского договора. В 1980г. ушел в запас и продолжил трудовую деятельность в МНИИПА в должности старшего научного сотрудника.Кандидат военных наук с 1985г.
Избирался депутатом Верховного Совета РСФСР 9-го созыва.
Умер 12 июня 2004 году.